# B-celreceptor

De B-celreceptor is een transmembraaneiwit op het oppervlak van B-lymfocyten. Het wordt opgebouwd uit een immunoglobuline en twee geassocieerde CD79-moleculen.

Een B-celreceptor of B-celreceptorcomplex (BCR) wordt gevormd door een membraangebonden immunoglobuline en twee CD79-moleculen. De B-celreceptor bestaat in wezen uit een antilichaam dat in het membraan is verankerd. Ze komen voor op het oppervlak van B-lymfocyten. De primaire functie is het oppakken van antigenen, en de B-cel een signaal te geven als het een antigeen bindt met de juiste specificiteit. De BCR speelt dus een centrale rol in de activatie van een (ontwikkelende) B-cel.
Deze twee geassocieerde CD79-eiwitten, CD79a en CD79b, hebben als functie om het signaal (wanneer een antigeen met de juiste affiniteit aan de membraangebonden immuunglobuline bindt) door te geven binnen de cel. De relatief lange cytoplasmatische delen van CD79 hebben tyrosine-activerende motieven (ITAMs), waaraan tyrosinekinasen kunnen binden. Deze sturen de signaalroutes die uiteindelijk nodig zijn voor de proliferatie en differentiatie van de B-cel tot een identieke populatie van antilichaamproducerende plasmacellen en B-geheugencellen.